# Motta Visconti
Motta Visconti is een gemeente in de Italiaanse metropolitane stad Milaan (regio Lombardije) en telt 6844 inwoners (31-12-2004). De oppervlakte bedraagt 9,9 km², de bevolkingsdichtheid is 674 inwoners per km².

## Demografie
Motta Visconti telt ongeveer 2814 huishoudens. Het aantal inwoners steeg in de periode 1991-2001 met 13,6% volgens cijfers uit de tienjaarlijkse volkstellingen van ISTAT.
| Jaar | Inwoneraantal |
| ---- | ------------- |
| 1991 | 5495          |
| 2001 | 6242          |

## Geografie
De gemeente ligt op ongeveer 100 m boven zeeniveau.
Motta Visconti grenst aan de volgende gemeenten: Vigevano (PV), Casorate Primo (PV), Besate, Trovo (PV), Bereguardo (PV).

## Geboren
- Sante Geronimo Caserio (1873-1894), anarchist